# Lord’s Cricket Ground

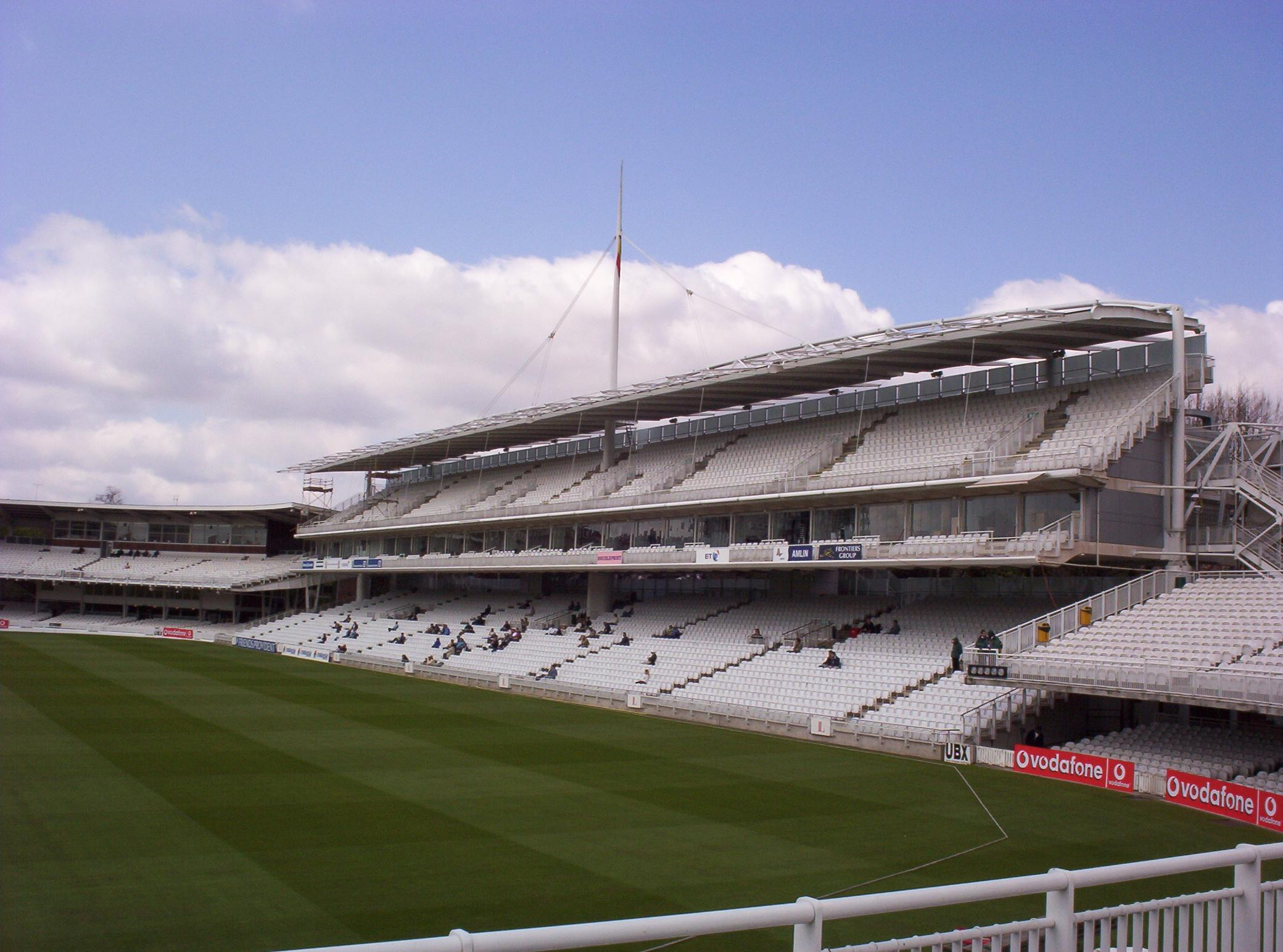
Die Haupttribüne (April 2005)

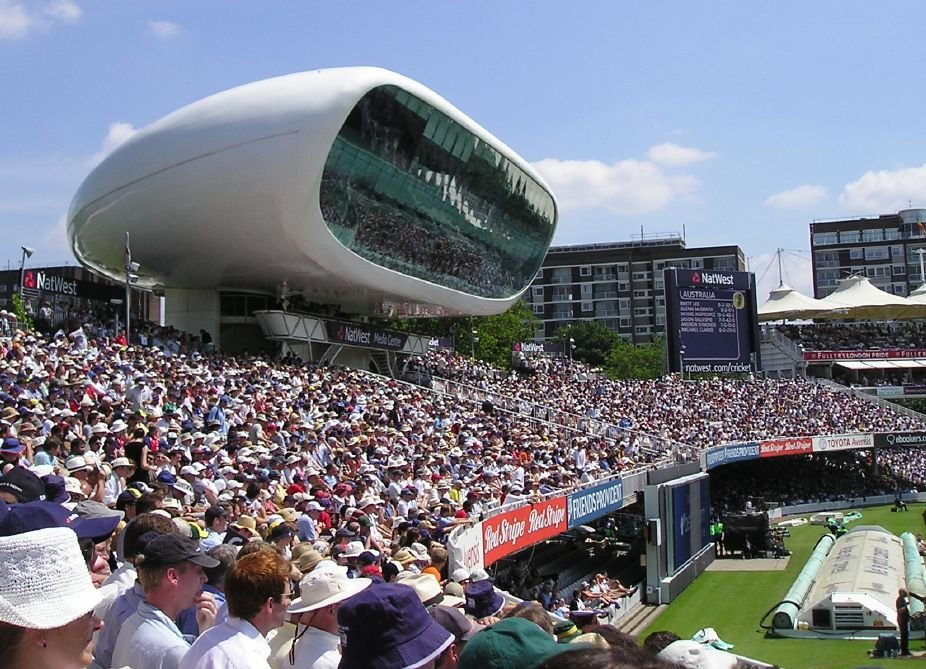
Das Medienzentrum (September 2006)

Der Lord’s Cricket Ground ist ein Cricket-Stadion im Stadtbezirk City of Westminster der englischen Hauptstadt London, Vereinigtes Königreich. Es gilt als die wichtigste und traditionsreichste Adresse für den Cricketsport weltweit. Diese im Jahre 1814 angelegte Spielstätte befindet sich an der St. John’s Wood Road westlich des Regent’s Park und bietet ca. 30.000 Zuschauern Platz.
Das Lord’s ist die Heimat des Marylebone Cricket Club, zugleich Sitz des Middlesex County Cricket Club, des England and Wales Cricket Board (ECB) und des European Cricket Council (ECC). Von 1909 bis 2005 war es auch Sitz des International Cricket Council und seiner Vorläufer, bevor deren Hauptsitz nach Dubai verlegt wurde.

## Kapazität & Infrastruktur
Die Anlage wurde im Lauf ihrer Geschichte mehrfach modernisiert und bietet heute Platz für 28.000 Besucher. Zum Cricket World Cup 1999 wurde das Stadion mit dem Media Center erweitert. 2007 wurden temporäre Flutlichtmasten installiert, da Beschwerden der Anwohner fest installierte Masten verhinderten. Erst 2009 einigte man sich auf das Verwenden von neuen Flutlichtmasten. Bestandteil der Einigung mit den Anwohnern ist, dass die Beleuchtung ab 22 Uhr nur mit 50 % Leistung betrieben und ab 23 Uhr abgestellt wird. Das erste Match unter Flutlicht fand am 29. Mai 2009 in einem Spiel des Twenty20 Cup zwischen Kent und Middlesex statt. Die beiden Wicketenden heißen Pavilion End und Nursery End. Neben der eigentlichen Spielfläche und den Tribünen umfasst die Anlage noch eine etwas kleinere Übungsfläche sowie eine Cricketschule, ein Museum, das Clubhaus, Büroräume und diverse Läden und Restaurants.

## Geschichte

### Vorläufer
Das heutige Gelände ist bereits der dritte Standort. 1787 baute der Geschäftsmann und Cricketspieler Thomas Lord den ersten Cricket Ground auf, während zeitgleich der Marylebone Cricket Club gegründet wurde. Das erste First-Class-Match arrangierte Thomas Lord in seinem Cricketstadion zwischen den Grafschaften Middlesex und Essex am 31. Mai 1787. Middlesex gewann mit 93 Runs. Zwischen 1787 und 1810 befand sich das Lord’s nahe dem heutigen Dorset Square (heute bezeichnet als Lord’s Old Ground). Bereits 1805 fand das erste Cricket-Match zwischen den Schulen Eton und Harrow statt, das bis heute jährlich ausgetragen wird. Damit zählt dieses Cricketmatch zu den ältesten regelmäßig stattfindenden Sportevents weltweit. Da die Grundstückspreise und Mieten in dem Stadtviertel stiegen, ließ Lord einen zweiten Cricket ground in der Nähe bauen. Beide Standorte existierten zwei Jahre nebeneinanderher. 1811 entschloss sich Lord komplett zum neuen Standort zu wechseln und den ersten ground aufzugeben. Von 1811 bis 1813 befand sich der „jüngere“ Lord’s Cricket Ground, der heute als Lord’s New Middle Ground bezeichnet wird, im Regent’s Park. 1812 wurde bekannt, dass mit dem Bau des Regent’s Canals begonnen werden sollte. Der Cricket ground war im Weg und Lord sollte das Stadion abreißen. Als Ausgleich bekam Lord 4000 £. Das Stadion wurde weiter in die St John’s Wood zum heutigen Standort verlegt.

### Erste Jahre
1814 wurde das Lord’s zum heutigen Standort verlegt. Bei einem Brand im Jahr 1825 wurde der Pavilion mit allen Aufzeichnungen zerstört. Das erste Cricket-Match zwischen den Hochschulen Oxford und Cambridge fand am 4. Juni 1827 statt und endete in einem Draw. Seitdem wird es als University Match jährlich ausgetragen. Im Mai 1868 startete die erste Tour eines australischen Cricketteams in England, das nur aus Aborigine-Spielern bestand und heute unter dem Namen Aboriginal cricket team tour of England bekannt ist. Das Spiel zwischen dem Aborigine-Team und dem MCC auf dem Lord’s Cricketfeld begann am 12. Juni 1868. Im Jahr 1877 entschloss sich der Middlesex County Cricket Club das Lord’s als sein Heimatstadion zu wählen. Der erste Test im Lord’s fand vom 21. bis 23. Juli 1884 zwischen England und Australien statt, dass England mit einem Innings und 5 Runs gewinnen konnte. Am 20. Juni 1898 wurde bekannt gegeben, dass der Marylebone Cricket Club ein Bord of Control ins Leben gerufen hat. Die Aufgabe des Boards bestand darin, die Test-Matches in England zu organisieren und zu verwalten. Der Vorsitzende des MCC war auch gleichzeitig der Vorsitzende des Boards. Weiterhin bestand das Bord aus 5 Mitgliedern des MCC und aus Vertretern der 10 führenden Cricketteams der County Championship. Das Bord traf sich zum ersten Meeting am 10. Oktober desselben Jahres im Lord’s. Dabei wurde festgelegt, dass das Board für die Spielerauswahl verantwortlich sein und dass ein Test-Match nicht länger als 3 Tage dauern solle. 1899 wurde der neue Large Stand (Mound Stand) mit Platz für 10.000 Mitgliedern eröffnet.

### Vor dem Zweiten Weltkrieg
Anfang September 1909 wurde die Imperial Cricket Conference im Lord’s abgehalten. Die teilnehmenden Länder waren England, Australien und Südafrika. Man erstellte einen Spielplan über die kommenden 4 Jahre und wann die Test-Touren der drei Cricketmannschaften stattfinden sollen. Weiterhin legte man fest, welchen Anteil an den Einnahmen die besuchende Mannschaft von den Crickettouren bekommen sollte. Als Nachfolger der Imperial Cricket Conference gibt es heute den International Cricket Council. 1912 veranstaltete man ein Triangular Tournament – ein Wettbewerb, der aus 3 Mannschaften besteht. Im Zuge des Turniers fand das erste Test-Match seit der Gründung des Lord’s statt, in dem die englische Mannschaft nicht mitspielte. Australien traf am 15. Juli auf Südafrika und gewann mit 10 Wickets. Im Jahr 1937 feierte man das 150-jährige Bestehen des MCC im Lord’s. Im Jahr 1938 wurden durch die BBC die ersten TV-Kameras im Stadion installiert und im Juni desselben Jahres der erste Test zwischen England und Australien übertragen. Dabei wurden drei Kameras aufgestellt: Am Wicketende Nursery End war eine Kamera auf den Batsman gerichtet und eine weitere auf den Bowler. Die dritte Kamera wurde auf dem Hotel platziert, um Übersichtsbilder zeigen zu können. Im Zuge der TV-Übertragung musste auch ein Kommentatorenplatz festgelegt werden der zwischen dem heutigen Edrich Stand und dem alten Mound Stand eingerichtet wurde. Der erste TV-Kommentator war Teddy Wakelam.

### Nutzung als Hockeyfeld
Im Jahre 1967 fand hier vom 15. bis 22. Oktober ein vorolympisches Hockeyturnier statt, an dem 12 Teams der Olympischen Spiele 1968 in Mexiko-Stadt teilnahmen: Australien, Belgien, BR Deutschland, DDR, Frankreich, Großbritannien, Indien, Japan, Neuseeland, Niederlande, Spanien und Pakistan. Ausgetragen wurden, wie damals üblich, 30 Freundschaftsspiele. Jedes Team hatte fünf Spiele, eine Gesamtwertung oder Tabelle wurde nicht erstellt.

### Jüngere Vergangenheit
Vom 21. bis zum 25. Juli 2011 fand der 2000. Test in der Geschichte des Crickets im Lord’s statt. England gewann gegen Indien mit 196 Runs. Im selben Jahr gab der MCC bekannt, dass JP Morgan der neue Sponsor sei. Der 4-Jahres-Vertrag beinhaltete, dass das Media Centre offiziell in JP Morgan Media Centre umbenannt wurde. Es war der größte Sponsorenvertrag in der bis dahin 224-jährigen Geschichte des Lord’s. Bei den Olympischen Spielen 2012 wurde das Feld für die Wettbewerbe im Bogenschießen genutzt. Dafür wurden auf der Spielfläche zwei Tribünen für insgesamt 4500 Zuschauer aufgebaut, zwischen denen die Athleten ihre Wettkämpfe austrugen, wobei die Zielscheiben vor dem Medienzentrum aufgestellt waren. 2014 feierte das Lord’s sein 200-jähriges Bestehen. Anlässlich des Geburtstags veranstaltete das MCC am 5. Juli ein Match zwischen dem MCC und einer Mannschaft für den Rest der Welt. Die beiden Mannschaftskapitäne waren Sachin Tendulkar und Shane Warne. Das Team des Marylebone Cricket Clubs gewann mit 7 Wickets.

### Umbaupläne
Nachdem schon 2013 auf der Hauptversammlung ein Bebauungsplan präsentiert wurde, werden die Pläne für einen Umbau des Lord’s konkreter. Im November 2018 reichte der Marylebone Cricket Club einen Planungsantrag für zwei Tribünen ein. Dieser Plan betrifft die Tribünen Compton und Edrich, die sich am Nursery End des Cricket Grounds befinden. Beide sollen auf drei Ränge erweitert werden und 11.500 Plätze bieten, was ein Zugewinn von 2.500 Plätzen wäre. Der Entwurf der Bauten stammt von Architekturbüro WilkinsonEyre. Wenn die Stadt wie auch die Mitglieder auf der Hauptversammlung zustimmen, könnten die Bauarbeiten nach dem Testspiel England gegen Australien im August 2019 starten. Die Fertigstellung soll 2021 erfolgen. Der Umbau des Zuschauerbereichs mit Sitzplätzen soll schon 2020 zur Verfügung stehen. Dies soll erst der Anfang der Umgestaltung des gesamten Areals sein. Insgesamt sollen fünf Tribünen umgebaut werden. Hinzu kommen neue Bankett-, Einzelhandels- und Büroräume, sowie die Verbesserung des Zugangs zum Gelände. Dabei soll der einzigartige Charme und Charakter der Anlage behalten werden, wie er sich seit der Entstehung 1814 entwickelt hat. Der Lord’s Cricket Ground soll mit der Modernisierung seine Vorreiterrolle als bestes Cricketgelände der Welt weiter ausbauen. Der komplette Umbau, Masterplan genannt, soll 2032 abgeschlossen sein.

## Internationales Cricket
Der erste Test wurde in dem Stadion 1884 zwischen England und Australien ausgetragen, das erste One-Day International, ebenfalls zwischen den beiden Mannschaften, 1972. Die Test-Matches beginnen traditionell immer donnerstags. Bei den Cricket World Cups 1975, 1979, 1983, 1999 und 2019 war das Lord’s Austragungsort für zahlreiche ODI-Matches. Auch war das Stadion Austragungsstätte von 7 Gruppenmatches sowie des Finales während der Twenty20-Weltmeisterschaft 2009 und des Finales der parallel ausgetragenen ICC Women’s World Twenty20 2009.

## Nationales Cricket
Das Stadion ist seit 1877 das Heimatstadion des Middlesex County Cricket Clubs. Die Heimatmatches werden hier im County-Cricket, im Royal London One-Day Cup sowie im Twenty20 Cup ausgetragen. Weiterhin wird das Stadion vom Marylebone Cricket Club für Freundschaftsspiele genutzt.

## Besonderheiten
Durch eine über 200-jährige Geschichte bietet das Lord’s auch einige Sehenswürdigkeiten, Besonderheiten und Traditionen.

### Lord’s Pavilion
Der Lord’s Pavilion gilt als Zentrum des Crickets und als Mekka jeden Cricketspielers. Der Pavilion wurde 1890 wiedereröffnet, nachdem der alte Pavilion abbrannte. Der Architekt war Thomas Verity. 1899 schaffte der Cricketspieler Albert Trott einen Boundary-Schlag über den Pavilion, was seitdem keinem weiteren Batsman gelungen ist. Der Pavilion bietet Umkleideräume für die beiden Mannschaften, Sitz- und Stehplätze für die MCC-Mitglieder, das Lord’s Honours Boards und den Long Room. Bis 1999 waren ausschließlich Männer als Mitglieder des Clubs zugelassen. Daher war der Zutritt für Frauen in den Pavilion verboten, wobei es für die Queen eine Ausnahme gab. Im Erdgeschoss befindet sich der Long Room sowie die Sitzplätze für die Zuschauer. Im ersten Obergeschoss befinden sich die Umkleideräume mit dem Balkon für die Mannschaften. Wenn ein Spieler an der Reihe ist, so geht er die Treppe hinunter, durch den Long Room, vorbei an den Sitzreihen und dann auf das Cricketfeld. An den beiden Längsseiten befinden sich zwei Fahnenmasten, an denen bei Test-Matches die Landesflaggen der jeweiligen Mannschaften wehen und bei County-Matches die jeweiligen Flaggen der Teams.

### Long Room

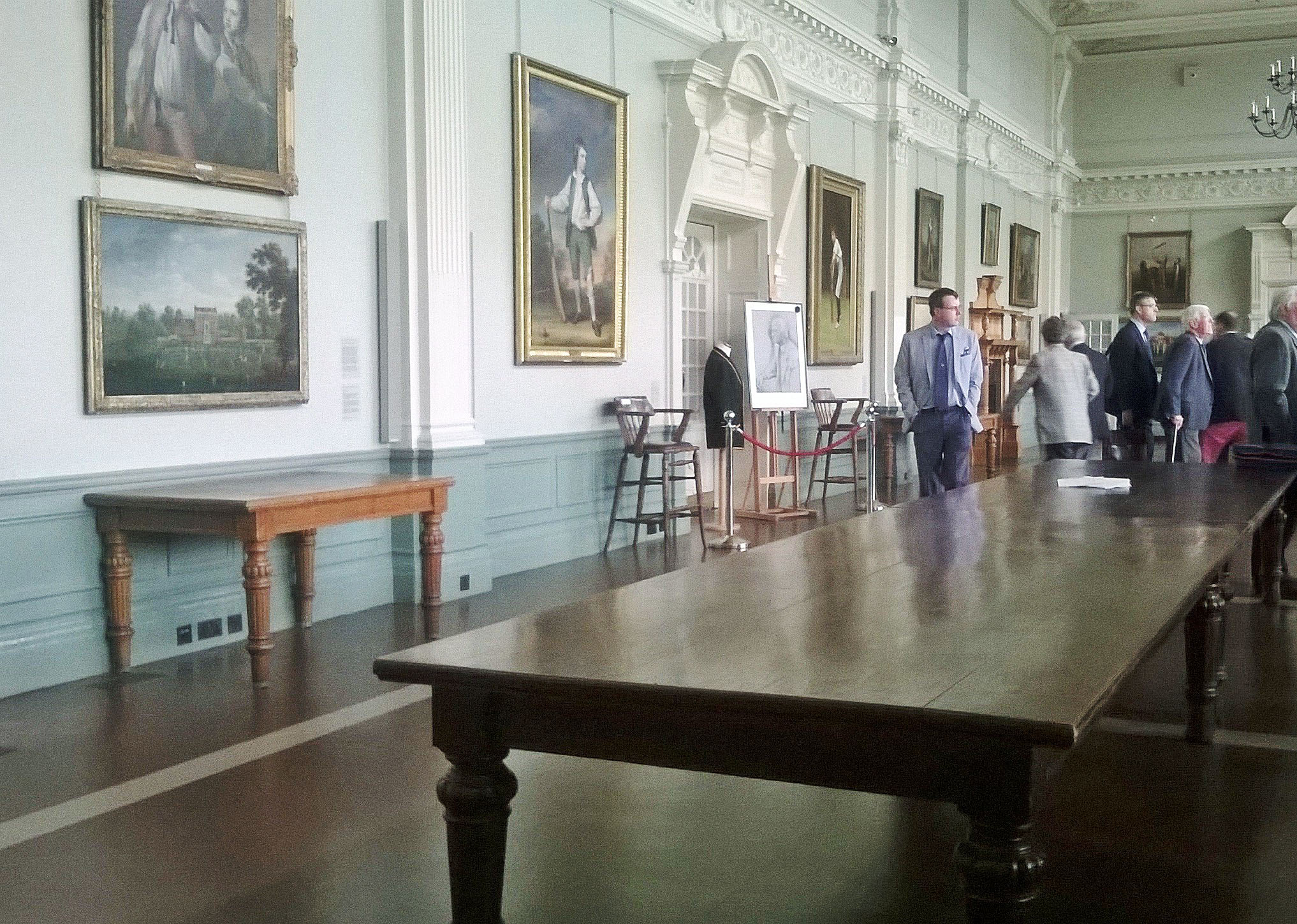
Lord’s Long Room

Der Long Room befindet sich im Erdgeschoss des Pavilions. Nur die Spieler sowie die Mitglieder des MCC dürfen sich dort während eines Test-Match aufhalten. Jeder Spieler geht durch diesen Raum, wenn er auf das Cricketfeld muss. Der Weg gilt als schwierig. So verlief sich der englische Cricketspieler David Steele 1975 und er strandete in den Toiletten im Kellergeschoss des Pavilions. Die Wände zeigen Gemälde berühmter Cricketspieler, seit dem 18. Jahrhundert bis heute. Auch ausländische Test-Spieler werden verewigt. Dies gilt als große Ehre. Erst vier Australier wurden mit einem Gemälde verewigt, unter ihnen Shane Warne. Der Long Room wird außerdem für private festliche Aktivitäten wie Hochzeiten verwendet.

### Lord’s Honours Boards

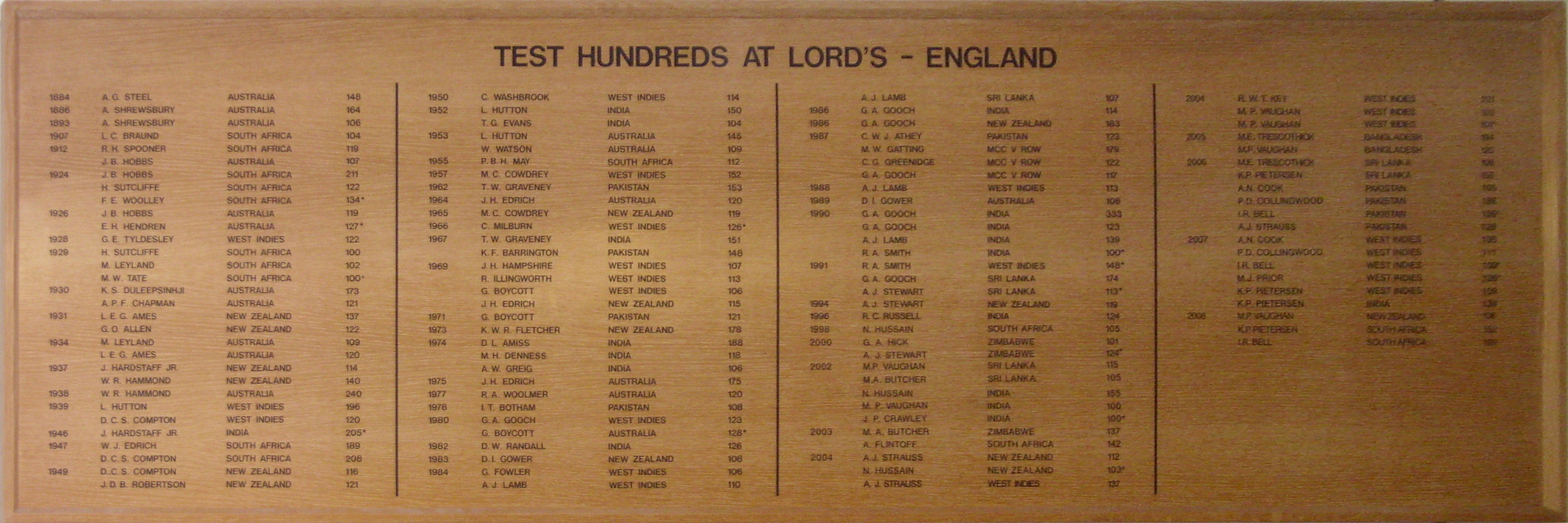
Lord’s Honours Board der englischen Batsmen

Auf den Lord’s Honours Boards werden die Spieler verewigt, die ein Century oder 5 Wickets in einem Test Innings schafften. Ein Cricketspieler wird ebenfalls auf der Tafel verewigt, wenn er 10 Wickets in einem Test-Match erzielt. Es existieren zwei Honours Boards, eins befindet sich im Umkleideraum der Heimmannschaft, das andere hängt im Umkleideraum der Gastmannschaft. Der Cricketspieler Sir Ian Botham ist der am häufigsten verewigte Spieler mit acht Mal 5 Wickets, 1 Mal 10 Wickets in einem Test und ein Mal als Batsman, der ein Century schaffte. Weiterhin wurde ein Neutral Honours Board eingerichtet. Dort werden ausländische Cricketspieler erwähnt, die die oben genannten Kriterien erfüllen und in einen neutralen Test antraten. Ein Test wird als neutral bezeichnet, wenn die englische Nationalmannschaft nicht das Heimatteam ist. Dieser Besonderheit trat erst zwei Mal in der Geschichte des Lords's ein. 1912 wurden zwei Australier in einem Match gegen Südafrika geehrt. 2010 fand ein Test zwischen Australien und Pakistan statt. Die Australier Shane Watson und Marcus North wurden für ihre 5 Wickets geehrt.

### Peter, the cat
Peter the Cat (1950 bis 1964) war eine Hauskatze, die im Lord’s Cricket Stadion in London lebte.

### Father Time

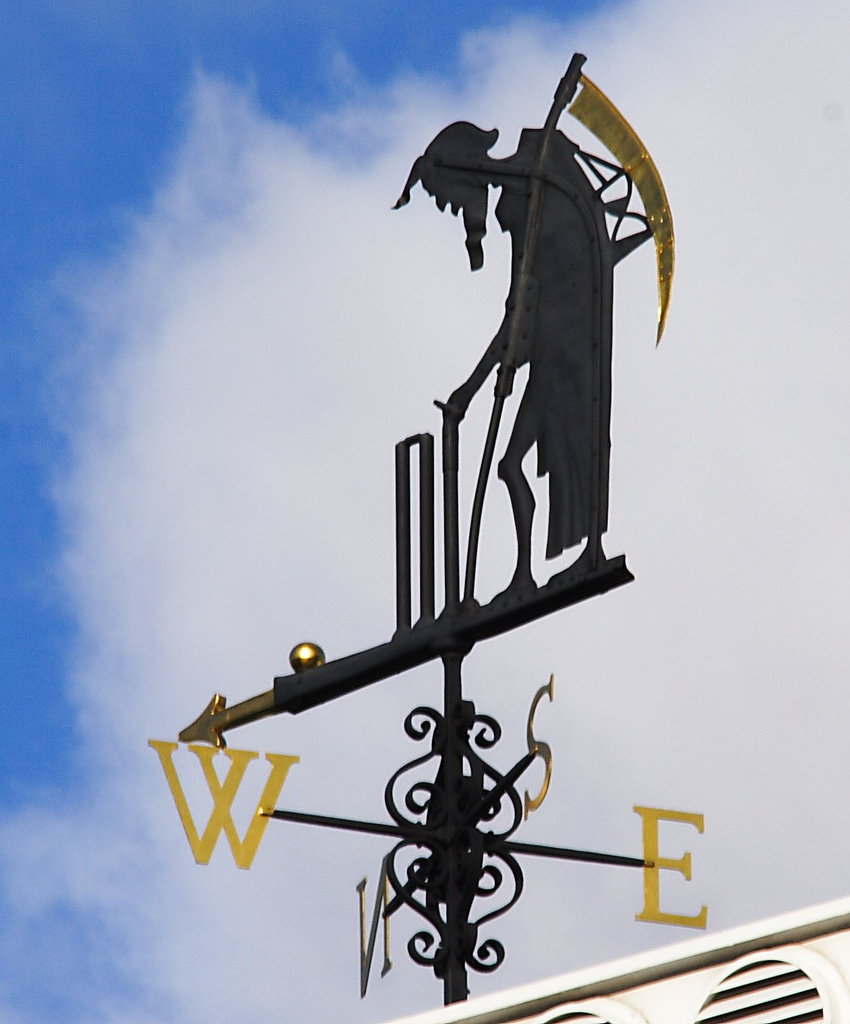
Old Father Time

Father Time, umgangssprachlich auch Old Father Time, ist eine Figur, die einen Windrichtungsgeber ziert. Sie wurde 1926 installiert und ist 1,63 m groß. Sir Herbert Baker war der Architekt der großen Tribüne. Er übergab es als Geschenk für den MCC, da sich der Bau des Mound Stand aufgrund eines Streiks verzögerte. Old Father befand sich neben dieser Tribüne. 1996, nachdem eine neue Tribüne erbaut wurde, wurde der Windrichtungsgeber über der alten Uhr auf der scorer's box neu angebracht. Die Figur symbolisiert die Zeit, oder auch den Sensenmann. Sie hat in der einen Hand eine Sense mit einem vergoldeten Sensenblatt. Mit der anderen Hand entfernt sie die Bails von den Stumps. Neben den drei Stumps liegt ein vergoldeter Cricketball. Die vier Buchstaben für die Windrichtungen sind ebenfalls vergoldet. Die Figur bezieht sich auf Law 12 der Laws of Cricket: After the call of Time, the bails shall be removed from both wickets.

### Marylebone Cricket Club Mitgliedschaft

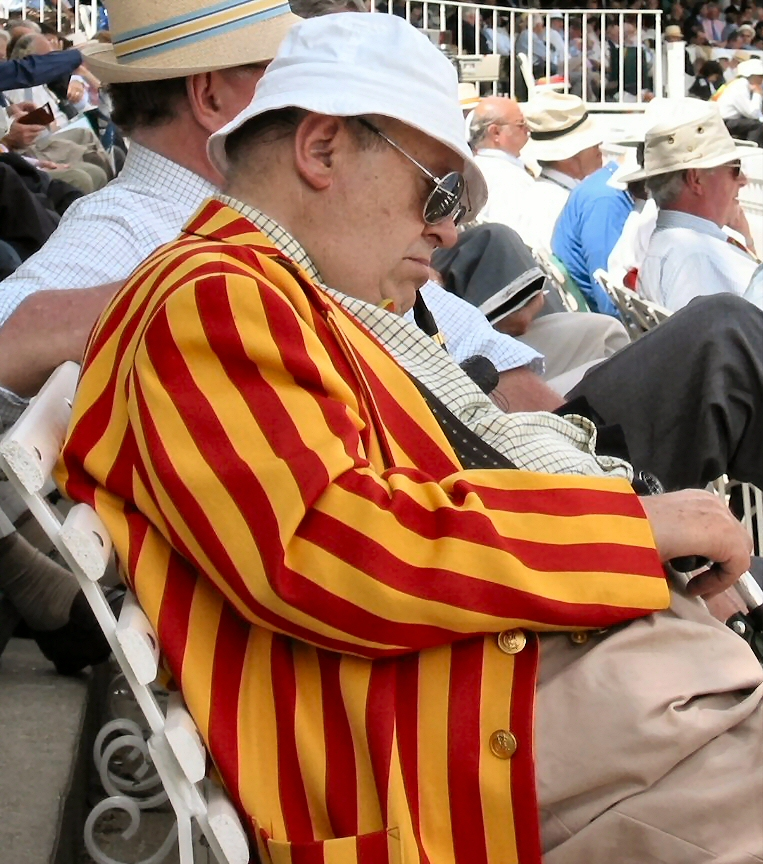
MCC-Mitglied in den typischen MCC-Farben

Die Mitglieder des Marylebone Cricket Clubs haben besondere Privilegien. Sie dürfen sich bei allen Test-Matches der englischen Mannschaft im Pavillon aufhalten. Weiterhin fallen die Mitglieder durch ihre besondere Kleidung auf. Sie tragen ein gelb-rot gestreiftes Sako sowie eine passende Krawatte. Die Mitgliedschaft ist sehr begehrt und eine jahrzehntelange Warteliste existiert. Die aktuelle Wartezeit beträgt 27 Jahre. Neben berühmten Cricketspielern haben auch Personen der Öffentlichkeit eine Mitgliedschaft. So ist der ehemalige Premierminister David Cameron seit 2010 Mitglied.

## Sonstiges

### Literarische Bearbeitung
Der Lord’s Cricket Ground spielt im dritten Teil von Per Anhalter durch die Galaxis, im Buch Life, the Universe and Everything, eine wichtige Rolle.

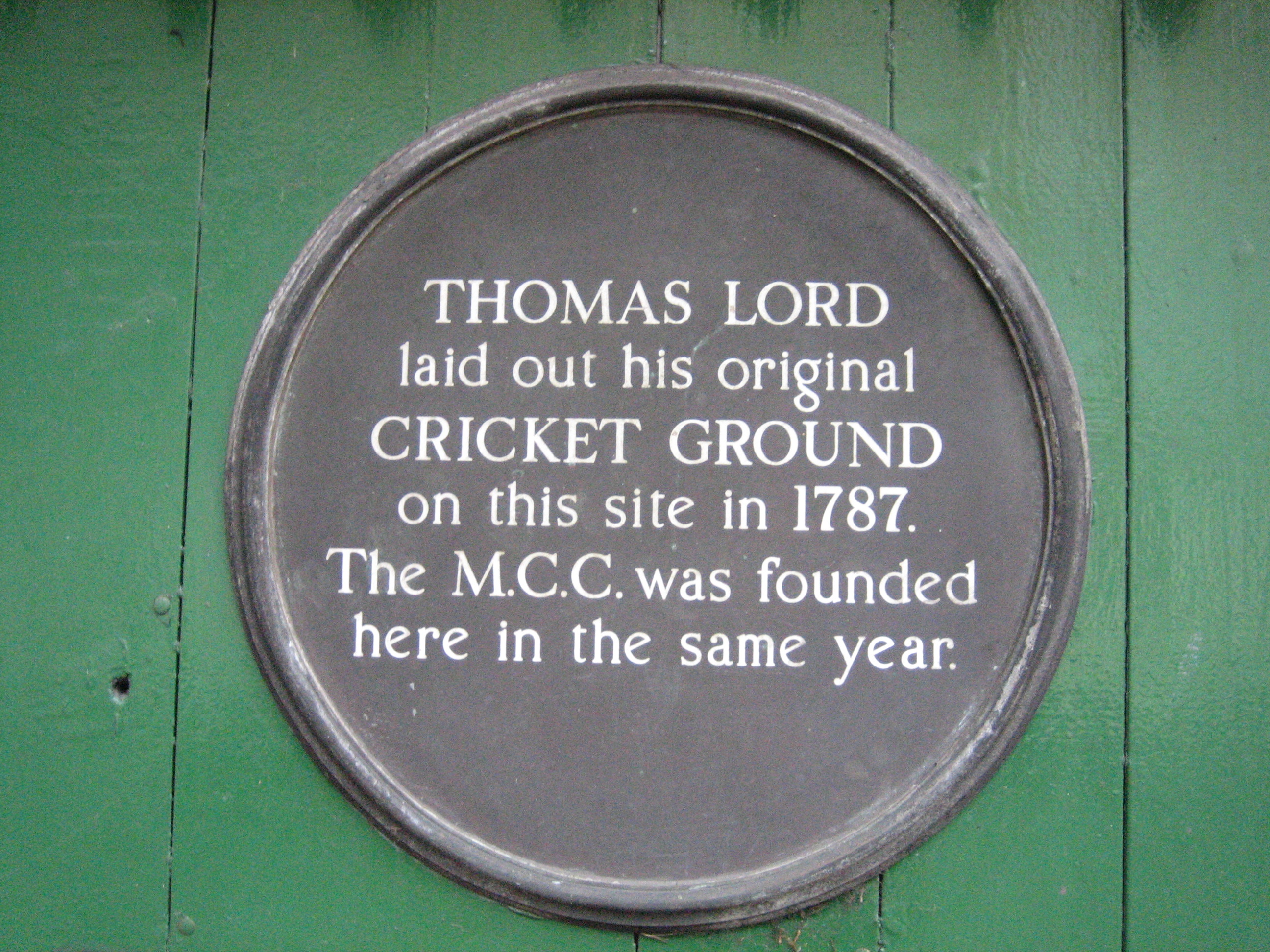
Gedenktafel am ersten Lord’s Cricket Ground
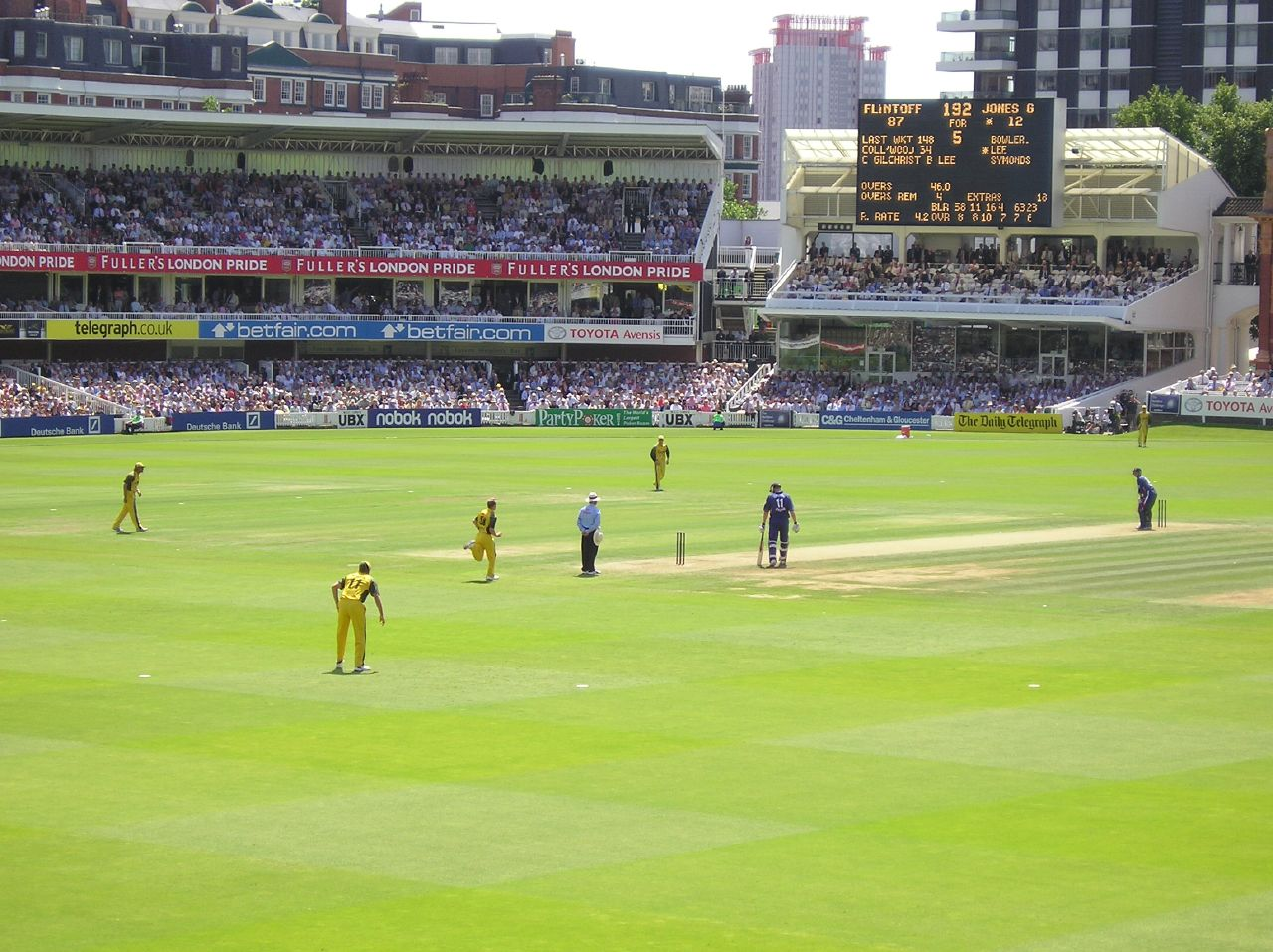
Cricketspiel England gegen Australien am 10. Juli 2005
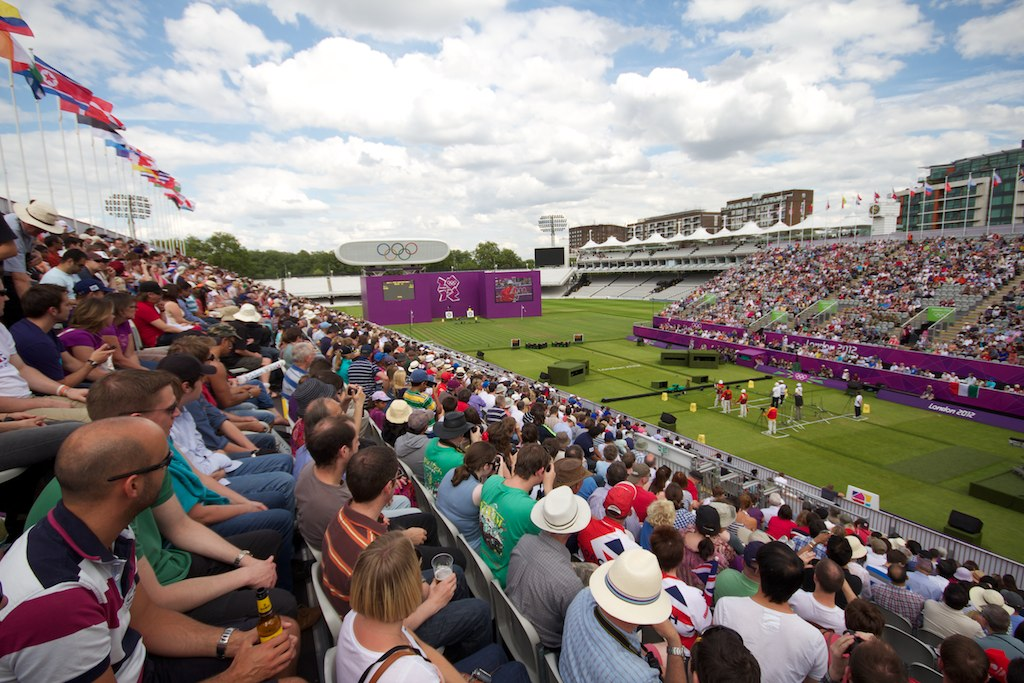
Bogenschießen bei den Olympischen Sommerspielen 2012